# The New Boy (film 2023)
The New Boy è un film del 2023 scritto e diretto da Warwick Thornton.

## Trama
Nell'Australia degli anni quaranta, un orfano aborigeno viene portato in un monastero sperduto e affidato alle cure di Suor Eileen.

## Produzione

### Sviluppo
Nel febbraio 2022 è stato annunciato che Cate Blanchett avrebbe interpretato e co-prodotto un film scritto e diretto da Warwick Thornton. Nel dicembre dello stesso anno Aswan Reid, Shane Brady, Tyrique Brady, Laiken Woolmington, Kailem Miller, Kyle Miller, Tyzailin Roderick e Tyler Spencer si sono uniti al cast.

### Riprese
Le riprese principali si sono svolte in Australia tra l'ottobre e il dicembre 2022.

## Distribuzione
Il film ha avuto la sua prima il 19 maggio 2023 in occasione della 76ª edizione del Festival di Cannes, dove la pellicola è stata presentata nella sezione Un Certain Regard.  Successivamente è stato distribuito nelle sale australiane il 7 giugno 2023 e in quelle britanniche e irlandesi il 15 marzo 2024.

## Accoglienza
L'aggregatore di recensioni Rotten Tomatoes riporta il 69% di recensioni positivo basato sul parere di trentadue critici.

## Riconoscimenti
- 2023 - Festival di Cannes
  - In concorso per il Premio Un Certain Regard